# Кузнецовський (Куюргазинський район)
Кузнецо́вський (рос. Кузнецовский, башк. Кузнецов) — хутір у складі Куюргазинського району Башкортостану, Росія. Входить до складу Крівле-Ілюшкинської сільської ради.
Населення — 10 осіб (2010; 16 в 2002).
Національний склад:
- росіяни — 94%